# 1831

## Esdeveniments
Països Catalans
Resta del món
- 21 de juliol, Brussel·les, Bèlgica: el primer rei Leopold I de Bèlgica, jura fidelitat a les lleis del poble belga. Aquest dia va esdevenir la festa nacional belga.[1]
- 12 d'agost - Bèlgica: la victòria dels independentistes a la revolució belga s'acaba amb la independència del país.
- 25 de desembre - Jamaicaː Inici de la Gran revolta dels esclaus.[2]
- Charles Robert Darwin s'enrolà, als 22 anys, al vaixell de reconeixement HMS Beagle com a naturalista sense paga per emprendre una expedició científica al voltant del món que durà cinc anys i en què recollí dades sobre animals i plantes d'arreu del món que l'ajudaren a la formulació de la teoria de l'evolució exposada en el seu llibre «L'origen de les espècies» (1859).
- Michael Faraday publica els experiments en els quals es basa la llei de Faraday sobre electromagnetisme.
- Robert Brown descrigué el nucli cel·lular.
- Es signa el tractat de Pequín que segellà la pau entre l'Imperi de la Xina i el Kanat de Kokand.

## Naixements

### Països Catalans
- 15 de maig, Prats de Molló (Alt Vallespir): Carles Bosch de la Trinxeria, escriptor català de la Renaixença (m. 1897).[3]

### Resta del món
- 8 de febrer, Christiana, Delaware: Rebecca Lee Crumpler, primera metgessa afroamericana als Estats Units (m. 1895).[4]
- 23 de febrer, Stettin: Felicita von Vestvali, cantant i actriu dramàtica alemanya.[5]
- 24 de febrer, Berlín, Regne de Prússia, Confederació Alemanya: Leo von Caprivi, general alemany, 2n Canceller[6]d'Alemanya.
- 3 de març - Brocton, Nova York, Estats Units: George Mortimer Pullman fou un industrial i inventor estatunidenc conegut per la invenció del cotxe-llit a la companyia Pullman (m. 1897)[7]
- 11 d'abril, Oostende: Euphrosine Beernaert, pintora de paisatge neerlandesa (m. 1901).[8]
- 13 de juny - Edimburg: James Clerk Maxwell, matemàtic i físic teòric escocès, que va formular les equacions que porten el seu nom (m. 1879).[9]
- 17 de juliol - Pequín, Xina: emperador Xianfeng, novè emperador de la dinastia Qing (m. 1861).[10]
- 12 d'agost - Iekaterinoslav: Helena Blavatsky, fundadora de la Societat Teosòfica i de la teosofia (m. 1891).[11]
- 22 d'agost, Aquisgrà: Marie Louise Dustmann-Meyer, soprano alemanya.
- 25 d'agost, Santiago de Xile: Benjamín Vicuña Mackenna, historiador i polític xilè.
- 6 d'octubre - Brunsvic: Richard Dedekind, matemàtic (m. 1916).[12]
- 15 d'octubre, Boroughbridge, Anglaterra: Isabella Bird, exploradora, escriptora, fotògrafa i naturalista anglesa del s. XIX.[13]
- 19 de novembre, Cuyahoga County, Ohio (EUA): James Abram Garfield, 20e. President dels EUA (m. 1881)
- 12 de desembre, Ponta Delgada: Ernesto do Canto, historiador, bibliòfil i polític de les Açores.
- 14 de desembre, Segòvia: Arsenio Martínez-Campos Antón, president del govern espanyol (1879-1879).
- 26 de desembre, Bruges: Charles Meerens, intèrpret i musicòleg belga
- Romuald Zientarski, compositor polonès.

## Necrològiques
Països Catalans
Resta del món
- 26 de maig, Granada, Espanya: Mariana Pineda, heroïna de la causa liberal espanyola (n. 1804).[14]
- 8 de juny, Londres, Anglaterra: Sarah Siddons, actriu gal·lesa (n. 1755).[15]
- 27 de juny - París: Sophie Germain, matemàtica francesa (n. 1776).[16]
- 4 de juliol - Nova York (EUA): James Monroe, militar, advocat, 5è President dels Estats Units (n. 1758).
- 25 de juliol - Sant Petersburg: Maria Szymanowska, compositora i pianista virtuosa polonesa del segle xix (n. 1789).[17]
- 14 de novembre - Berlín, Prússia: Georg Wilhelm Friedrich Hegel, filòsof alemany de l'idealisme (n. 1770).
- Viena: Wenceslau Severin Rzewuski, orientalista polonès.